# Mescoules
Mescoules är en kommun i departementet Dordogne i regionen Nouvelle-Aquitaine i sydvästra Frankrike. Kommunen ligger i kantonen Sigoulès som tillhör arrondissementet Bergerac. År 2022 hade Mescoules 178 invånare.

## Befolkningsutveckling
Antalet invånare i kommunen Mescoules
Referens:INSEE